# Авиаприма
Авиапри́ма-Со́чинские авиали́нии — российская авиакомпания, базировавшаяся в Сочи, существовавшая в 1993—1998 годах.

## История
Основана в 4 марта 1993. Стала первой официально зарегистрированной альтернативной авиакомпанией города Сочи, получив от департамента гражданской авиации право эксплуатации воздушных судов для выполнения внутренних и международных рейсов. Выполняла регулярные и чартерные авиарейсы. Прекратила своё существование в 1998.

## Флот
Эксплуатировала самолёты Ту-134, Ту-154.

## Деятельность

### Маршруты
Из Сочи: Москва-Домодедово, Дубай, Трабзон, Стамбул, Тимишоара, Бейрут, Тель-Авив, Франкфурт-на-Майне.